# Дом Витгенщайн
Дом „Витгенщайн“ (нем.: Haus Wittgenstein)  е къща във Виена, построена за Маргарет Стонбъро-Витгенщайн под архитектурния надзор на нейния брат, Лудвиг Витгенщайн.
През 1975 г. българската държава купува имота. От 1978 г. Българският културен институт (БКИ) „Дом Витгенщайн“ работи като разширена културна служба към посолството на България във Виена.,  Архивът на БКИ „Дом Витгенщайн“ във Виена се съхранява в Централния държавен архив под № 1539. 
Между 1978 г. и 2009 г. там работи също и Българският изследователски институт в Австрия.

## История
Скоро след като се разделя със съпруга си, Маргарет се сързва с архитекта Паул Енгелман, на когото възлага да проектира и построи къща, съответстваща на нейните разбирания. Като потомък на Карл Витгенщайн тя е израстнала в един от най богатите домове от Австро-унгарската империя. Родът Витгенщайн е имал контакти с  най-именитите архитекти от своето време,, а Маргарет избира един от учениците на Адолф Лос.  Лудвиг Витгенщайн, от своя страна,  при все че е развалил приятелството си с Лос в годините след войната,  подържал добри връзки с Паул Енгелман. Първоначално като съдружник на Енгелман в проекта участвува и архитектът Жак Гроаг, но когато Лудвиг  се намесва в начинанието той се оттегля. Първите книжа са подписани от Енгелмани и Лудвиг, но по-нататък фигурират само подписи на Витгенщайн. Увлечението на Витгенщайн стига дотам, че той бива вписан във виенския указател като “д-р. Л. Витгенщайн, архитект”. Обсъждането на къщата е започнало в края на 1925, а през пролетта на следващата година Витгенщайн  се е завърнал трайно във Виена. Строежът и обзавеждането завършват в дните преди Коледа на 1928, а окончателното строителното уверение е датирано от 1929 г. От 1928 до 1958 Маргарет обитава новия си дом, с изключение на  годините от втората свeтовна война (1940-7). След смъртта й, в 1968 г. нейният син продава къщата на предприемач, който възнамерява да я събори. Кампания водена от философа  Бернхард Лайтнер успява да го спре, след като убеждава градската управа да обяви сградата за  паметник (в 1971 г.). 

## Описание
Сградата е обрзец на модернистката архитектура, с подчертано изчистени линии и без нищо нефункционално. Общият план е с формата на "Т", като високата фасада откъм улицата скрива по-малкия корпус, който продължава към градината. Покривът е плосък и служи като тераса. Витгенщайн подробно се е занимал с проектирането на детайли като врати и прозорци, за които определял точни размери. Вътрешното обзавеждане е било оставено на разпореждена на Маргарет.
- Паметна плака за архитектите
- Плака за посолството на България